# Arnaut Danjuma
Arnaut Danjuma Groeneveld (sinh ngày 31 tháng 1 năm 1997) là một cầu thủ bóng đá chuyên nghiệp chơi ở vị trí tiền đạo cánh cho câu lạc bộ  Everton tại Premier League và đội tuyển bóng đá quốc gia Hà Lan.
Sau khi vào sân thay người cho Jong PSV ở Eerste Divisie, anh thi đấu cho NEC ở Eredivisie và Eerste Divisie, Club Brugge ở Division 1A và AFC Bournemouth ở Premier League và EFL Championship . Danjuma ký hợp đồng với Villarreal, có thời hạn đến năm 2021 với giá 25 triệu euro.
Sinh ra ở Nigeria và lớn lên ở Hà Lan, Danjuma ra mắt đội tuyển quốc gia Hà Lan vào tháng 10 năm 2018. Anh được gọi lại vào đội tuyển sau 3 năm.

## Sự nghiệp câu lạc bộ

### Khởi đầu sự nghiệp
Danjuma sinh ra ở Lagos, Nigeria, có cha anh là người Hà Lan và mẹ là người Nigeria. Sau khi cha mẹ ly hôn, anh trở thành người vô gia cư trong một thời gian ngắn và dành thời gian ở cơ sở chăm sóc nuôi dưỡng. Anh gia nhập PSV từ TOP Oss vào năm 2008; anh ra mắt chuyên nghiệp cho Jong PSV ở Eerste Divisie vào ngày 7 tháng 12 năm 2015, gặp NAC, vào sân thay cho Moussa Sanoh ở phút thứ 67 trong trận thua 0–3 trên sân nhà.
Mùa hè năm 2016, Danjuma ký hợp đồng với NEC, nơi anh dự kiến sẽ thi đấu cho đội bóng này. Ngày 10 tháng 9, anh có trận ra mắt và lần đầu tiên ra sân tại Eredivisie trong thua 0–4 trước PSV, vào sân thay cho Reagy Ofosu ở phút thứ 85. Trong 16 lần ra sân trong mùa giải đầu tiên, anh ghi một bàn ẩn định chiến thắng 2–0 trước Heerenveen vào ngày cuối của mùa giải; nhưng đội bóng anh đã xuống hạng thông qua vòng loại trực tiếp.

### Club Brugge
Tháng 7 năm 2018, Danjuma ký hợp đồng với Club Brugge. Anh có trận ra mắt vào ngày 22 tháng 7, kiến tạo cho đồng đội ghi bàn vào lưới Standard Liège trong chiến thắng 2–1 ở Siêu cúp bóng đá Bỉ. Ngày 3 tháng 10, anh ghi bàn thắng trong trận thua 1–3 trước Atlético Madrid ở vòng bảng Champions League. Trong mùa giải trọn vẹn duy nhất của Danjuma ở Division 1A, với tổng cộng 5 bàn thắng, đá chính và ghi 2 bàn trong chiến thắng 3–0 trên sân nhà trước Kortrijk vào ngày 10 tháng 8.

### AFC Bournemouth
Ngày 1 tháng 8 năm 2019, Danjuma gia nhập AFC Bournemouth tại Premier League theo bản hợp đồng dài hạn, với mức phí 13,7 triệu bảng, ký hợp đồng dài hạn. Anh có trận ra mắt vào ngày 25 tháng 9, vào sân thay cho Dominic Solanke ở phút thứ 61 cho trong trận thua 0–2 trên sân khách trước Burton Albion ở vòng 3 EFL Cup. Ngày 12 tháng 9 năm 2020, anh ghi bàn thắng đầu tiên cho AFC Bournemouth trong chiến thắng 3–2 trước Blackburn Rovers.
Sau ghi 10 bàn thắng trong một tháng, Danjuma đã được trao giải thưởng Cầu thủ xuất sắc nhất tháng của EFL Championship vào tháng 4 năm 2021. Anh đã được trao giải Cầu thủ xuất sắc nhất năm của Bournemouth sau khi nhận được 40% phiếu bầu, suýt bị đánh bại bởi Asmir Begović, người đã có 38% phiếu bầu.

### Villarreal
Ngày 19 tháng 8 năm 2021, Danjuma gia nhập Villarreal tại La Liga theo bản hợp đồng có thời hạn đến tháng 6 năm 2026, với mức phí được cho là khoảng 25 triệu euro. Anh đã ghi bàn thắng đầu tiên cho đội bóng trong trận hòa 1–1 trước nhà vô địch La Liga Atlético Madrid vào ngày 29 tháng 8, bàn thắng đầu tiên ở UEFA Champions League trong trận hòa 2–2 trước Atalanta vào ngày 14 tháng 9. Ngày 19 tháng 2 năm 2022, anh lập một hat-trick trong chiến thắng 4–1 trước Granada. Hai tháng sau, anh đóng góp hai bàn ẩn định chiến thắng của Villarreal trước Valencia.
Danjuma đã có sáu bàn thắng cho Villarreal ở UEFA Champions League trong mùa giải. Ngày 9 tháng 12, anh lập cú đúp trong chiến thắng 3–2 trước Atalanta, đưa đội bóng anh vào vòng 16 đội với tư cách nhì bảng. Ngày 6 tháng 4 năm 2022, anh ghi bàn thắng duy nhất vào lưới Bayern Munich tại Estadio de la Cerámica trong trận tứ kết lượt đi; anh đã bỏ lỡ trận bán kết lượt về bị Liverpool loại do chấn thương cơ.

#### Cho mượn tại Tottenham Hotspur
Tháng 1 năm 2023, Danjuma chuẩn bị trở lại Anh để gia nhập Everton trước khi Tottenham Hotspur thực hiện thỏa thuận này. Ngày 25 tháng 1 năm 2023, anh gia nhập Tottenham Hotspur theo dạng cho mượn đến cuối mùa giải.

## Sự nghiệp quốc tế
Sinh ra ở Nigeria với tư cách cha của Danjuma là người Hà Lan và mẹ là người Nigeria, đủ điều kiện để khoác áo một trong hai đội tuyển quốc gia. Anh lần đầu được huấn luyện viên Ronald Koeman gọi vào đội tuyển quốc gia Hà Lan vào tháng 10 năm 2018. Ngày 13 tháng 10, anh có trận ra mắt quốc tế trong chiến thắng 3–0 trên sân nhà  trước Đức ở UEFA Nations League, vào sân thay cho Steven Bergwijn ở phút thứ 68. Ba ngày sau, anh ghi bàn thắng đầu tiên cho Hà Lan để gỡ hòa 1–1 trong trận giao hữu gặp Bỉ.
Sau gần ba năm không khoác áo đội tuyển Hà Lan, Danjuma đã trở lại đội tuyển để thay thế Cody Gakpo. Ngày 11 tháng 10 năm 2021, anh vào sân từ băng ghế dự bị và ghi bàn trong chiến thắng 6–0 trên sân nhà trước Gibraltar ở vòng loại FIFA World Cup 2022. Huấn luyện viên Louis van Gaal không triệu tập anh vào đội tuyển Hà Lan tham dự FIFA World Cup 2022.

## Thống kê sự nghiệp

### Câu lạc bộ
Tính đến ngày 7 tháng 1 năm 2023
| Câu lạc bộ          | Mùa giải            | Giải đấu            | Giải đấu | Giải đấu | Cúp Quốc gia | Cúp Quốc gia | Cúp Liên đonaf | Cúp Liên đonaf | Châu lục | Châu lục | Khác | Khác | Tổng cộng | Tổng cộng |
| Câu lạc bộ          | Mùa giải            | Hạng                | Trận     | Bàn      | Trận         | Bàn          | Trận           | Bàn            | Trận     | Bàn      | Trận | Bàn  | Trận      | Bàn       |
| ------------------- | ------------------- | ------------------- | -------- | -------- | ------------ | ------------ | -------------- | -------------- | -------- | -------- | ---- | ---- | --------- | --------- |
| Jong PSV            | 2015–16             | Eerste Divisie      | 1        | 0        | —            | —            | —              | —              | —        | —        | —    | —    | 1         | 0         |
| NEC                 | 2016–17             | Eredivisie          | 12       | 1        | 0            | 0            | —              | —              | —        | —        | 4    | 0    | 16        | 1         |
| NEC                 | 2017–18             | Eerste Divisie      | 28       | 11       | 2            | 2            | —              | —              | —        | —        | 0    | 0    | 30        | 13        |
| NEC                 | Tổng cộng           | Tổng cộng           | 40       | 12       | 2            | 2            | —              | —              | —        | —        | 4    | 0    | 46        | 14        |
| Club Brugge         | 2018–19             | Belgian Pro League  | 20       | 5        | 1            | 0            | —              | —              | 2        | 1        | 1    | 0    | 24        | 6         |
| Club Brugge         | 2019–20             | Belgian Pro League  | 1        | 0        | 0            | 0            | —              | —              | 0        | 0        | —    | —    | 1         | 0         |
| Club Brugge         | Tổng cộng           | Tổng cộng           | 21       | 5        | 1            | 0            | —              | —              | 2        | 1        | 1    | 0    | 25        | 6         |
| AFC Bournemouth     | 2019–20             | Premier League      | 14       | 0        | 0            | 0            | 1              | 0              | —        | —        | —    | —    | 15        | 0         |
| AFC Bournemouth     | 2020–21             | Championship        | 33       | 15       | 2            | 0            | 0              | 0              | —        | —        | 2    | 2    | 37        | 17        |
| AFC Bournemouth     | Tổng cộng           | Tổng cộng           | 47       | 15       | 2            | 0            | 1              | 0              | —        | —        | 2    | 2    | 52        | 17        |
| Villarreal          | 2021–22             | La Liga             | 23       | 10       | 0            | 0            | —              | —              | 11       | 6        | 0    | 0    | 34        | 16        |
| Villarreal          | 2022–23             | La Liga             | 10       | 2        | 2            | 2            | —              | —              | 5        | 2        | —    | —    | 17        | 6         |
| Villarreal          | Tổng cộng           | Tổng cộng           | 33       | 12       | 2            | 2            | —              | —              | 16       | 8        | 0    | 0    | 51        | 22        |
| Tổng cộng sự nghiệp | Tổng cộng sự nghiệp | Tổng cộng sự nghiệp | 142      | 44       | 7            | 4            | 1              | 0              | 18       | 9        | 7    | 2    | 175       | 59        |

1. ↑  Includes Cúp Hiệp hội Bóng đá Hoàng gia Hà Lan, Cúp Bỉ, Cúp FA, Copa del Rey
2. ↑  Bao gồm Cúp EFL
3. ↑  Ra sân tại play-offs xuống hạng từ Eredivisie
4. 1 2  Ra sân tại UEFA Champions League
5. ↑  Ra sân tại Siêu cúp bóng đá Bỉ
6. ↑  Ra sân tại Championship play-offs
7. ↑  Ra sân tại UEFA Europa Conference League

### Đội tuyển quốc gia
Tính đến ngày 26 tháng 3 năm 2022
| Đội tuyển quốc gia | Năm       | Trận | Bàn |
| ------------------ | --------- | ---- | --- |
| Hà Lan             | 2018      | 2    | 1   |
| Hà Lan             | 2021      | 3    | 1   |
| Hà Lan             | 2022      | 1    | 0   |
| Tổng cộng          | Tổng cộng | 6    | 2   |

| STT | Ngày tháng                | Địa điểm                                         | Đối thủ   | Bàn thắng | Kết quả | Giải đấu                      |
| --- | ------------------------- | ------------------------------------------------ | --------- | --------- | ------- | ----------------------------- |
| 1   | Ngày 16 tháng 10 năm 2018 | Sân vận động Nhà vua Baudouin, Brussels, Belgium | Bỉ        | 1–1       | 1–1     | Giao hữu                      |
| 2   | Ngày 11 tháng 10 năm 2021 | De Kuip, Rotterdam, Hà Lan                       | Gibraltar | 5–0       | 6–0     | Vòng loại FIFA World Cup 2022 |

## Danh hiệu

#### Club Brugge
- Siêu cúp bóng đá Bỉ: 2018[9]

#### Cá nhân
- Cầu thủ xuất sắc nhất tháng EFL Champuonship : Tháng 4 năm 2021[15]
- Cầu thủ xuất sắc nhất năm của AFC Bournemouth : 2020–21[16]